# Біопротезування
Біопротезува́ння — спеціалізація в галузі медицини, пов'язана з проектуванням, виробництвом і застосуванням біопротезів. 
Біопротез — це «зовнішній прикладний пристрій, що використовується для зміни структурних та функціональних показників нервово-м'язової та скелетної системи».[уточнити]

## Застосування
Біопротезування може застосовуватися для:
- контролю, управління та іммобілізації кінцівок, суглобів чи інших частин тіла з певною метою;
- знерухомлення у певному місці;
- надання допомоги при русі в цілому;
- зменшення тиску на опорні елементи для конкретних цілей;
- кращої реабілітації при переломах після зняття гіпсу;
- корекції форм або функцій організму, щоб забезпечити кращу можливість рухатись або зменшити біль.

Біопротезування об'єднує знання з анатомії та фізіології, патфізіології, біомеханіки та інженерії. Пацієнти, яким необхідно біопротезування, можуть мати розщеплення хребта, дитячий церебральний параліч або зазнали травм спини чи інсульту. Однак, біопротези іноді використовують у профілактичних цілях і для оптимізації продуктивності у спорті.

## Матеріали та методи
Біопротези традиційно робилися на основі креслень після вимірювання розмірів кінцівок для кращого створення спеціалізованих пристроїв. З появою пластичної хірургії, за основу для виробництва використовували гіпсування форми потрібної частини тіла. Цей метод і зараз широко використовувався у даній галузі. В даний час САПР (система автоматизованого проектування і розрахунку — CAD), АСТПВ (автоматизована система технологічної підготовки виробництва — CAM), верстати з ЧПУ (числовим програмним управлінням) і навіть 3D-друк беруть участь в ортопедичних виробництвах. Біопротези виготовлені з різних матеріалів, у тому числі термопластів, вуглецевих волокон, металів, еластичних шин, тканин чи сукупності подібних матеріалів. Деякі проекти (конструкції) можна легко придбати у магазинах; інші, більш специфічні, потребують рекомендацій (рецепту) від лікаря, які будуть вказувати на той біопротез, який найбільш відповідає вимогам пацієнта. У тих, що відпускаються без рекомендацій, є ортодонтичні скоби кількох розмірів. Вони, як правило охоплюють, щільно стискають або є прив'язаними до певної ділянки. Однією з цілей цих ортодонтичних скоб є захист від ушкоджень.

## Класифікація
За Міжнародним термінологічним стандартом, біопротези класифікуються за скороченням, яке описує анатомічне з'єднання, яке вони містять. Наприклад, біопротез гомілковостопного суглоба, застосовується для підошви та гомілки, грудиннопоперековокрижовий біопротез впливає на грудний, поперековий і крижовий відділи хребта. Це деталізує функції біопротезів. Використання Міжнародного стандарту зменшує кількість можливих описів різних видів біопротезів, які часто є перешкодою для інтерпретації наукових досліджень.

### Протези верхньої кінцівки
Протези верхніх кінцівок, механічні або електромеханічні пристрої, які застосовують на поверхню руки, щоб відновити або поліпшити функцію або структурні характеристики сегментів руки, які стиснуті даними приладами. Загалом, проблеми опорно-рухового апарату можна зменшити за допомогою ортопедичних механізмів верхніх кінцівок, вони також можуть бути корисні у допомозі особам, які зазнали неврологічних травм, таких як інсульт, травми спинного мозку або периферичної нейропатії.

### Біопротези для ніг
Біопротези для ніг містять індивідуальну для кожного вставку або устілку у взуття. Зазвичай ці біопротези називають «ортопедичними», вони забезпечують підтримку стопи, перерозподіливши дію сил, а також вирівнювання суглобів ніг, при стоянні, ходьбі або бігу. Великий обсяг різноманітної інформації існує в лікування захворювань стоп, допомоги людям з проблемами ніг. Вони використовуються всіма, від спортсменів до літніх людей, щоб зупинити біомеханічні каліцтва і різноманітні запальні захворювання в м'яких тканинах, таких як підошовний фасцит. Вони також можуть бути використані в поєднанні з правильно встановленим ортопедичним взуттям в запобіганні виразки стопи, яка знаходиться у групі ризику синдрому діабетичної стопи.